# Ernst Zierke
Ernst Zierke, född 6 maj 1905 i Krampe i närheten av Köslin i dåvarande Västpommern, död 1972 i Celle, var en tysk SS-Unterscharführer. Han var verksam inom Aktion T4 och Operation Reinhard.

## Biografi
Zierke var verksam inom Nazitysklands ”eutanasiprogram” Aktion T4. Han var sjukskötare och chaufför vid anstalterna Grafeneck, Hadamar och Sonnenstein. I juni 1942 kommenderades han till förintelselägret Bełżec där han bland annat övervakade ankommande transporter av interner. Under de första månaderna 1943 upphörde mordverksamheten i Bełżec och lägret avvecklades. Zierke var då med och sköt ihjäl de kvarvarande lägerfångarna.
I mars 1943 förflyttades Zierke till arbetslägret Dorohucza, beläget cirka 5 kilometer nordost om Trawniki. Hösten 1943 deltog han i likvideringen av Sobibór, vilket bland annat innebar att avrätta de återstående lägerfångarna.
I december 1943 omplacerades Zierke till norra Italien för att där bekämpa partisaner och tjänstgöra som lägervakt i koncentrationslägret Risiera di San Sabba i utkanten av Trieste.
Efter andra världskrigets slut 1945 greps Zierke och internerades i ett krigsfångeläger men släpptes. Han arresterades 1963 och ställdes inför rätta vid Bełżecrättegången i München 1964. Juryn var oenig, och Zierke och flera medåtalade släpptes fria, endast för att omedelbart häktas på nytt i avvaktan på Sobibórrättegången i Hagen 1965. Vid denna rättegång frikändes Zierke i brist på bevis. Han hävdade att Christian Wirth, inspektör för förintelselägren Bełżec, Sobibór och Treblinka, hade hotat honom själv och andra lägervakter med dödsstraff, om de vägrade att utföra order.